# Режаметова, Фатима Туганбаевна
Фатима Режаметова (родилась 27.07.1970), заслуженная артистка Узбекистана (2000).

## Биография
Родилась 27 июля 1970 года в семье известных узбекских советских актёров Тугана Реджаметова и Ширин Азизовой
В 1987 году поступила в Ташкентский театрально-художественный институт
С 1991 года по сегодняшний день работает в Молодёжном театре Узбекистана.
Снялась более чем в 30 фильмах.

## Театральные работы
- Голда («Скрипач на крыше» по Шолом-Алейхему)
- Марикита, Махана («Женщина-Дьявол» по П. Мериме)
- Эстер («Эквус» П. Шеффер)
- Маина, Мама («Созвездие Омара Хайяма» по Т. Зульфикарову)
- Мама Мышонка («Большая мышеловка» по С. Маршаку)
- Богиня Афина («Театральные ступеньки-3»)
- Жаба («Дюймовочка» Х. К. Андерсен)
- Фея («Приключения Саида» В. Гауф)
- Мачеха («Золушка» Е. Шварц)
- Скирина («Принцесса Турандот» К. Гоцци)
- Мама («Праздник непослушания» по С. Михалкову)
- Жаклина («Лекарь поневоле» Ж. Б. Мольер)
- Зумрад («Звезды на ладони» по узб. нар. сказке)
- Мама, волшебница Виллина («Волшебник Изумрудного города» А. Волков)

## Роли в кино
- 1977 — Дом под жарким солнцем — Рано
- 1980 — Завтра выйдешь?
- 1981 — Золотое руно
- 1981 — Непокорная — эпизод
- 1982 — Чужая пятерка
- 1984 — Невеста из Вуадиля — эпизод
- 1989 — Шок
- 1992 — Ищу тебя
- 1994 — Честь / Намыс (Казахстан, США)
- 1994 — Зов предков. Великий Туран (Алжир, Узбекистан) — Энесай
- 1995 — Бомба (Узбекистан) — Салтанат
- 1998 — Маленький лекарь (Узбекистан)
- 2010 — На солнечной стороне улицы — Фирузка